# José Custódio Dias
José Custódio Dias (1º de janeiro de 1770 — 7 de janeiro de 1838) foi um sacerdote católico e político brasileiro.

## Biografia

### Ascendência
Filho de Custódio José Dias, nascido em Casal Bom, Penafiel, Portugal, a 7 de maio de 1731, e de Ana Lopes da Silva, nascida na freguesia de Nazareth, termo da Vila de São João del Rei, na capitania de Minas Gerais a 3 de janeiro de 1749 e falecida na mesma localidade a 27 de agosto de 1773.

### Carreira política
Foi representante do Brasil junto às Cortes de Lisboa de 1821 a 1822, deputado na Assembleia Constituinte de 1823 por Minas Gerais, deputado geral por três mandatos (1826-1835) e senador do Império do Brasil em sua primeira legislatura de 1835 a 1837.